# Lorentzfaktoren
Lorentzfaktoren (symbol: {\displaystyle \gamma }) er en fysisk størrelse, der indgår i Lorentz-transformationerne, som er grundlæggende for den specielle relativitetsteori. Faktoren er defineret ved formlen:
{\displaystyle \gamma ={\frac {1}{\sqrt {1-{\frac {v^{2}}{c^{2}}}}}}}
Her er gamma Lorentzfaktoren, mens c er lyset hastighed, der, jf. den specielle relativitetsteori, er den samme lige meget, hvor man måler fra. Faktorens eneste variable er hastigheden v af det, man observerer. Det ses på formlen, at en hastighed på nul eller tæt på nul, giver en Lorentzfaktor på 1 eller næsten 1. Når faktoren når tæt på 1, forsvinder den fra Lorentz-transformationer, og man får i stedet Galilei-transformationerne, der kan observeres i dagligdagen. Omvendt giver en hastighed tættere på lyshastighed en større og større faktor og følgelig større afvigelser fra Galilei-transformationerne, mens Lorentz-transformationerne stemmer overens med det observerede.

## Fodnoter
1. ↑  Dam, Mogens. "Lorentz-transformationen", Introduktion til den specielle relativitetsteori (7. udgave), Niel Bohr Instituttet 2007, København, s. 27-28. Hentet d. 16. januar 2013.

| Fysik | Spire Denne artikel om fysik er en spire som bør udbygges. Du er velkommen til at hjælpe Wikipedia ved at udvide den. |